# And Your Bird Can Sing
And Your Bird Can Sing (englisch für: Und dein Vogel kann singen) ist ein Lied der britischen Band The Beatles, das 1966 auf ihrem siebten Studioalbum Revolver veröffentlicht wurde. Komponiert wurde es von John Lennon und Paul McCartney und unter der Autorenangabe Lennon/McCartney veröffentlicht.

## Hintergrund
And Your Bird Can Sing basiert hauptsächlich auf den musikalischen Ideen von John Lennon. Der kryptische Text des Liedes führte zu mehreren Interpretationen, die aber alle spekulativ blieben:
- Der Text ist an Frank Sinatra gerichtet.
- Der Text ist an Mick Jagger und Marianne Faithfull gerichtet.
- Der Text ist an Paul McCartney gerichtet.
- Der Text handelt über die Ehe von John Lennon.

Lennon selbst äußerte sich 1980 abwertend über And Your Bird Can Sing, erläuterte aber nicht den Sinn des Textes.
And Your Bird Can Sing wurde nicht in das Liverepertoire der Gruppe im Jahr 1966 aufgenommen.

## Aufnahme
And Your Bird Can Sing wurde erstmals am 20. April 1966 in den Londoner Abbey Road Studios (Studio 2) mit dem Produzenten George Martin aufgenommen. Geoff Emerick war der Toningenieur der Aufnahmen. Die Band nahm insgesamt zwei Takes auf. In einer zwölfstündigen Aufnahmesession zwischen 14:30 und 2:30 Uhr wurden die Lieder And Your Bird Can Sing und Taxman eingespielt. Die Beatles waren aber mit dem Ergebnis beider Lieder nicht zufrieden.
Am 26. April 1966 wurde von den Beatles And Your Bird Can Sing in elf weiteren Takes (Take 3 bis 13) eingespielt. Für die finale Version wurde der Take 10 inklusive weiterer Overdubs und das Ende von Take 6 zusammengefügt. Die Aufnahmesession dauerte zwischen 14:30 und 2:45 Uhr (morgens).
Die Monoabmischung für den US-amerikanischen Markt erfolgte am 12. Mai 1966, im Gegensatz zur britischen Monoversion ist das Händeklatschen lauter und die Gitarre in den Hintergrund gemischt. Am 20. Mai erfolgte die Stereoabmischung für die USA und Europa. Am 6. und 8. Juni wurde die britische Monoabmischung fertiggestellt.
Besetzung (Laut Revolver-Super Deluxe Box):
- John Lennon: Rhythmusgitarre, Händeklatschen, Gesang
- Paul McCartney: Bass, Leadgitarre, Händeklatschen, Hintergrundgesang
- George Harrison: Leadgitarre, Händeklatschen, Hintergrundgesang
- Ringo Starr: Schlagzeug, Tamburin, Händeklatschen

## Veröffentlichungen
- Am 28. Juli 1966 erschien in Deutschland das elfte Beatles-Album Revolver, auf dem And Your Bird Can Sing enthalten ist. In Großbritannien wurde das Album erst am 5. August 1966 veröffentlicht, dort war es das siebte Beatles-Album.
- In den USA wurde And Your Bird Can Sing auf dem dortigen zwölften Album Yesterday and Today am 20. Juni 1966 veröffentlicht.
- Take 2 von And Your Bird Can Sing (während der Aufnahme brechen die Beatles in Lachen aus) wurde auf dem Kompilationsalbum Anthology 2 veröffentlicht.
- Take 2 wurde auf der Jubiläumsausgabe des Albums am 28. Oktober 2022 veröffentlicht. Im Gegensatz zu der Aufnahme, die sich auf der Anthology 2 befindet, ist hier das Lachen von John Lennon und Paul McCartney nicht zu hören.
- Eine weitere Version, eine Vocal-Overdub-Session zu Take 2, wurde ebenfalls auf der Jubiläumsausgabe veröffentlicht, hier ist fast ausschließlich das Lachen von John Lennon und Paul McCartney zu hören.
- Take 5 (Version 2) wurde ebenfalls auf der Jubiläumsausgabe veröffentlicht.

## Coverversionen
Folgend eine kleine Auswahl:
- Flamin Groovies – The Gold Star Tapes [1]
- The Jam – Extras [2]
- Matthew Sweet and Susanna Hoffs – Under the Cover Vol. 1 [3]